# Mongol kulán
A mongol kulán – egyéb nevein góbi kulán, dzsigetáj – (Equus hemionus hemionus) az ázsiai vadszamár egyik alfaja. Dél-Mongólia és Észak-Kína területén találhatjuk meg. Valaha előfordult még Kelet-Kazahsztánban és Dél-Szibériában, mielőtt a vadászat révén kihalt volna. 2015-ben a Természetvédelmi Világszövetség a mérsékelten fenyegetett kategóriába sorolta. A jelenlegi populációja  Mongóliában 42 000, addig Kínában 5000 egyed.

## Elterjedése

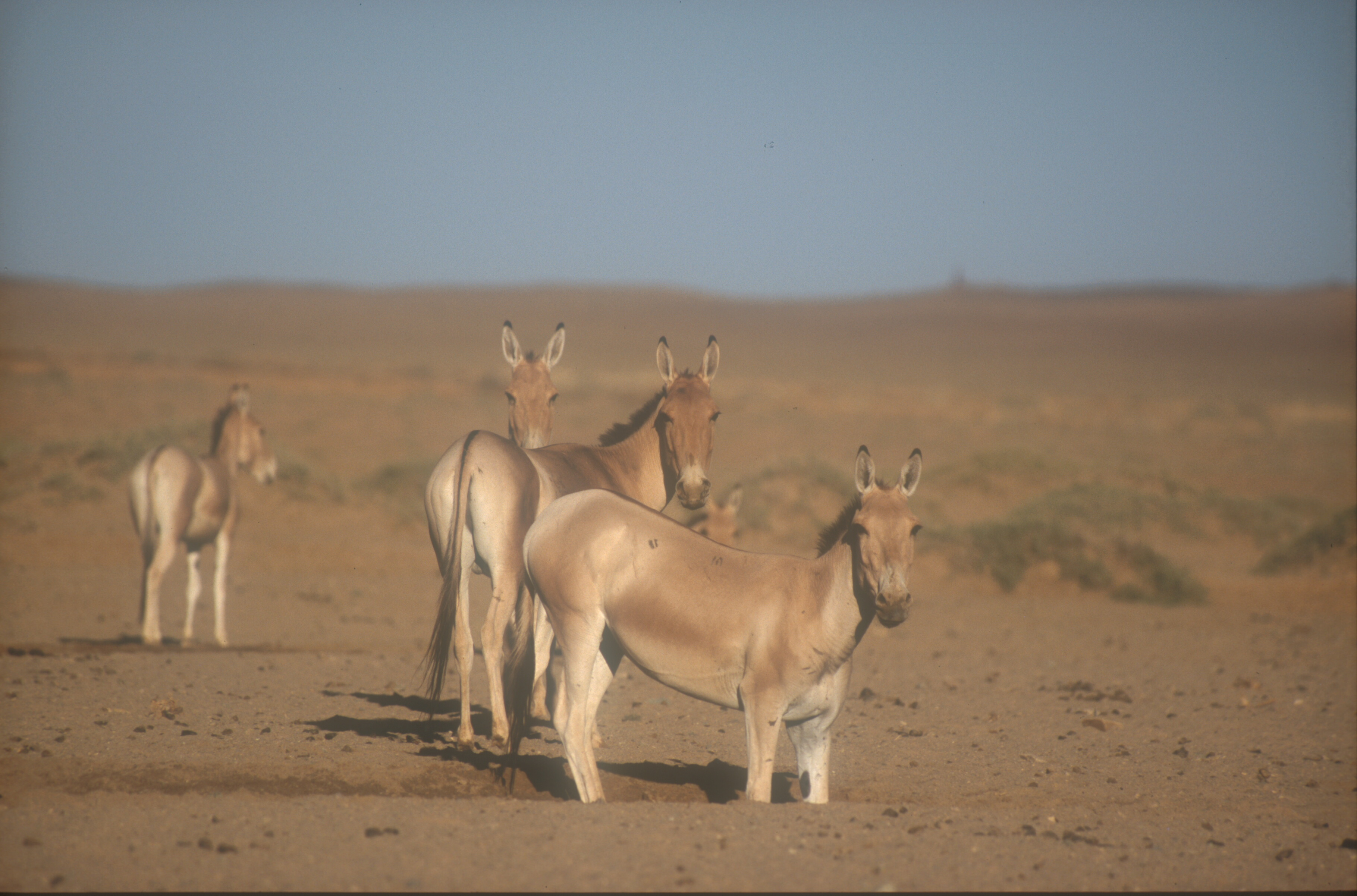
Mongol kulánok a Góbi-sivatagban, ami az alfaj természetes élőhelye.

A mongol kulán elsősorban a Góbi-sivatag sivatagi sztyeppéin, félsivatagjaiban és sivatagjaiban található meg.
A legelterjedtebb alfaj, ennek ellenére is az eredeti elterjedési területének 50%-át elveszítette Mongóliában az elmúlt 70 évben. Egykori elterjedése a 17.-és a 19. század közepe között magába foglalta Mongólia oroszlánrészét, Szibériát és Mandzsúriát, Belső-Mongólia nyugati részét és Hszincsiang északi részét. Az elterjedési területe az 1990-es években drámaian lecsökkent. Egy 1994–1997 között mért felmérés szerint a populáció nagysága 33–63 000 egyedre terjedt ki egész Dél-Mongóliában. 2003-ban, szintén egy Dél-Mongóliában készített felmérés 20 000 mongol kulánt talált egy 177 563 négyzetkilométeres területen. 2009-ben az alfaj állománya 14 000 egyedre csökkent. A mongóliai populáció becsléseit a bizonyos felmérési protokollok hiánya miatt óvatosan kell kezelni.

## Életmódja
Növényevő állat. Füvekkel és gyógynövényekkel táplálkozik. A szárazabb helyeken cserjékkel és fákkal is beéri. A tavaszi és nyári időszakban a Zygophyllaceae család zamatos növényei teszik ki a mongol kulán legfőbb élelmét.
Ismert az a viselkedésiminta, hogy lyukakat ás a kiszáradt folyómedreknél vagy forrásoknál, hogy hozzáférjen a felszín alatti vízhez, hogy vízigényét kielégítse a forró nyarakon. A kulánok által ásott vízgödröket más állatfajok, illetve az ember is kihasználja a vízhez való hozzáférés érdekében.

## Természetvédelmi helyzete
A populáció az orvvadászat és a legeltetett házijószágokkal való versengés rovására csökkenőbe van. Védettségi állapotát veszélyeztetettnek értékelik.
A húsáért való vadászata Mongóliában egyre nagyobb probléma. Egyes helyeken úgy látszik, hogy a kulán és más vadállatok húsa olcsó alternatívát nyújt a háziállatokéhoz képest. 2005-ben egy kérdőíven alapuló országos felmérés szerint 4500 egyed, a populáció mintegy 20%-a esett az orvvadászat áldozatául. Sőt, az 1990-es évek elején bekövetkezett politikai változások lehetővé tették a városi lakosság visszatérését a nomád földhasználathoz, ami vidéken számos helyen az emberek és a házijószágok hatalmas növekedését idézte elő.
A politikai és társadalmi változások megzavarták a hagyományos földhasználati szokásokat, legyengítették a bűnüldözést, megváltoztatták a természeti erőforrások felhasználásával kapcsolatos magatartást, például a vadállatokat szabad hozzáférésű erőforrásokká váltak. Az emberek és a jószágok újra honosodása által megnövekedhet az ember-vadállat kölcsönhatás, ami által a Góbi-sivatag ritka fajainak – így többek között a mongol kulán – fennmaradását fenyegeti.

## Képek
|  |  |  |  |  |

## Fordítás
- Ez a szócikk részben vagy egészben  a   Mongolian wild ass című angol Wikipédia-szócikk fordításán alapul.  Az eredeti cikk szerkesztőit annak laptörténete sorolja fel. Ez a jelzés csupán a megfogalmazás eredetét és a szerzői jogokat jelzi, nem szolgál a cikkben szereplő információk forrásmegjelöléseként.